# Ficus scassellatii
Ficus scassellatii là một loài thực vật có hoa trong họ Moraceae. Loài này được Pamp. mô tả khoa học đầu tiên năm 1915.